# ビブリオチェーカ・イーミニ・レーニナ駅
ビブリオチェーカ・イーミニ・レーニナ駅（ビブリオチェーカ・イーミニ・レーニナえき、ロシア語: Библиотека имени Ленина）はモスクワ地下鉄・ソコーリニチェスカヤ線の駅で、オホートヌイ・リャート駅とクロポトキンスカヤ駅の間にある。

## 歴史

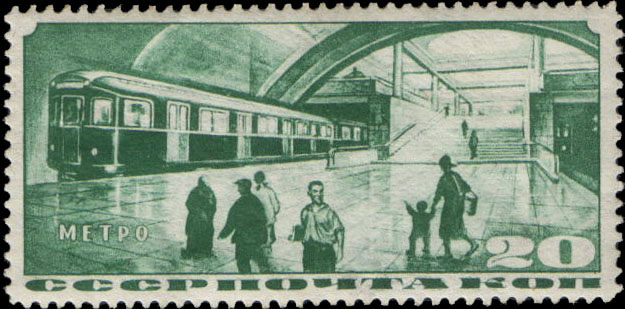
ビブリオチェーカ・イーミニ・レーニナ駅を題材とした郵便切手

1933年春に建設が開始され、1935年5月15日に開業した。ソコリニキ駅 - パールク・クリトゥールイ駅間はモスクワ地下鉄最初の営業区間である。

## 場所
クレムリンのすぐ西側に位置する。名称は、近くにあるロシア国立図書館の旧名「国立レーニン図書館」にちなむ。

## 乗換
- アルバーツコ＝ポクローフスカヤ線（3号線）：アルバーツカヤ駅
- フィリョーフスカヤ線（4号線）：アレクサンドロフスキー・サッド駅
- セルプホーフスコ＝チミリャーゼフスカヤ線（9号線）：ボロヴィツカヤ駅